# Manuela Martelli
Manuela Abril Martelli Salamovich (Santiago, 16 de abril de 1983) é uma atriz chilena mais conhecida por seus papéis nos filmes B-Happy e Machucca. Ela estrelou ao lado do ator holandês Rutger Hauer o filme Il Futuro, baseado no romance de Roberto Bolaño, Una novelita lumpen.